# اسینگ
اسینگ (به آلمانی: Essing) یک شهر در آلمان است که در Kelheim واقع شده‌است.